# Tortolèti coi puriòni
I tortolèti coi puriòni sono un dolce tipico del Primiero, nella Provincia autonoma di Trento. È tutelato quale prodotto agroalimentare tradizionale.

## Descrizione
Ad un impasto di farina di frumento, uova, zucchero, latte e grappa vengono aggiunte foglie di menta selvatica essiccata. Piccole quantità di impasto vengono fritte in olio fino a doratura; le frittelle così ottenute, del diametro di 4-5 cm, vengono cosparse di zucchero a velo prima di essere servite.
Il dolce è attestato nel Primiero sin dalla fine del XIX secolo.